# Halve marathon van Egmond 1981

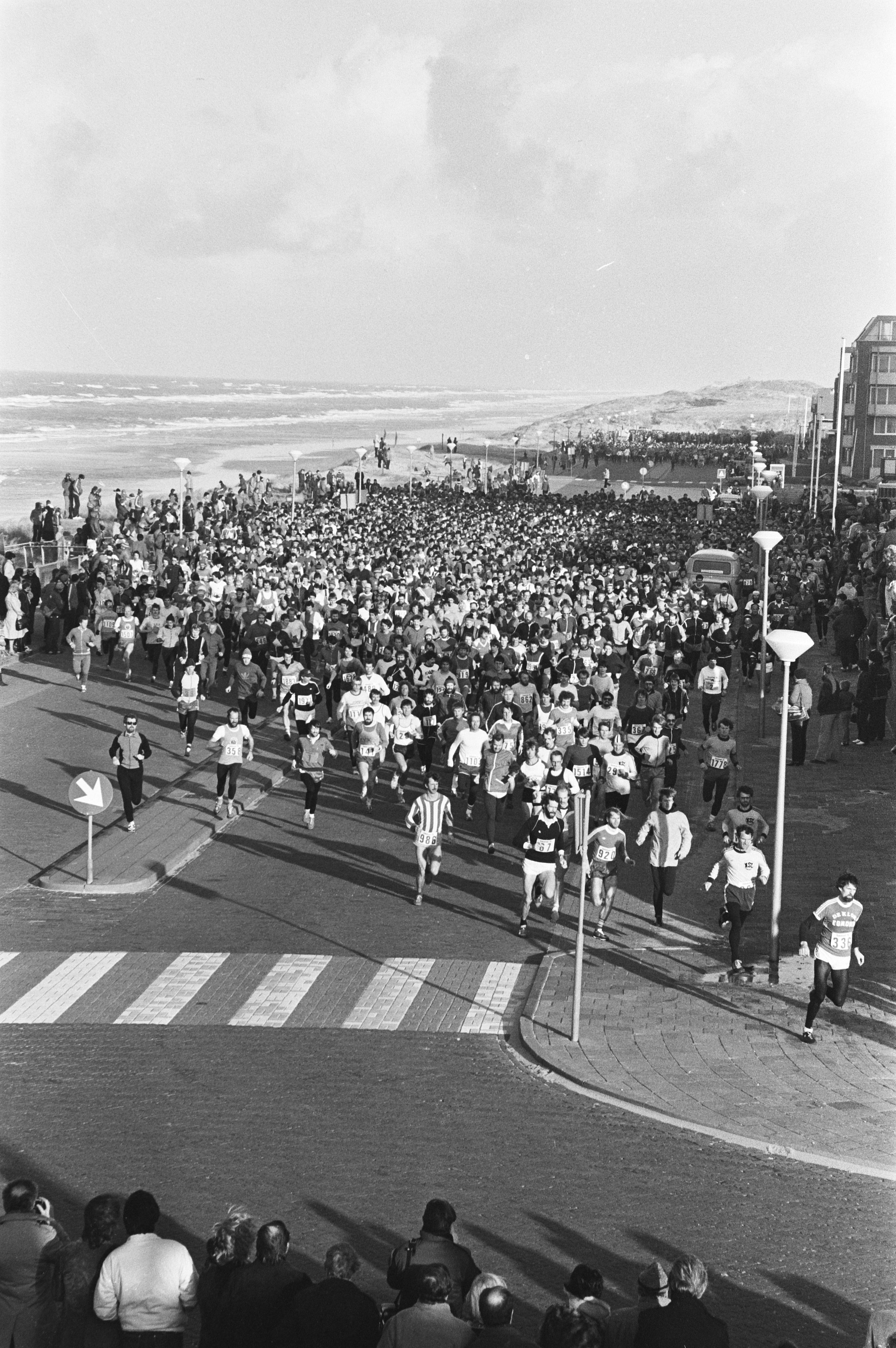
Grote horde mensen komt aangelopen.

De halve marathon van Egmond 1981 vond plaats op zondag 4 januari 1981. Het was de negende editie van deze halve marathon. De organisatie was in handen van wielervereniging Le Champion. Het aantal inschrijvingen van 4800 was een record. 
De wedstrijd werd bij de mannen gewonnen door de Engelsman Steve Kenyon in 1:08.03. Dit was zijn eerste overwinning in Egmond aan Zee. Bij de vrouwen was het Marja Wokke die met 1:21.31, bijna twee minuten boven haar parcoursrecord, haar vierde overwinning in de boeken schreef.

## Uitslagen

### Mannen
| Positie | Atleet         | Land                | Tijd    |
| ------- | -------------- | ------------------- | ------- |
| 1       | Steve Kenyon   | Verenigd Koninkrijk | 1:08.03 |
| 2       | Marc Smet      | België              | 1:08.27 |
| 3       | Cor Vriend     | Nederland           | 1:09.42 |
| 4       | Barry Kneppers | Nederland           | 1:09.52 |
| 5       | Rob Strik      | Nederland           | 1:10.20 |

### Vrouwen
| Positie | Atlete           | Land      | Tijd    |
| ------- | ---------------- | --------- | ------- |
| 1       | Marja Wokke      | Nederland | 1:21.21 |
| 2       | Anne Rindt       | Nederland | 1:22.22 |
| 3       | Joke van Bruggen | Nederland | 1:24.32 |

1973 ·
1974 ·
1975 ·
1976 ·
1977 ·
1978 ·
1979 ·
1980 ·
1981 ·
1982 ·
1983 ·
1984 ·
1985 ·
1986 ·
1987 ·
1988 ·
1989 ·
1990 ·
1991 ·
1992 ·
1993 ·
1994 ·
1995 ·
1996 ·
1997 ·
1998 ·
1999 ·
2000 ·
2001 ·
2002 ·
2003 ·
2004 ·
2005 ·
2006 ·
2007 ·
2008 ·
2009 ·
2010 ·
2011 ·
2012 ·
2013 ·
2014 ·
2015 ·
2016 ·
2017 ·
2018 ·
2019 ·
2020 ·
2021 ·
2022 ·
2023 ·
2024 ·
2025